# Jyu oh sei
Jyu oh sei (獣王星, Jū ō sei, littéralement « La planète du roi des bêtes ») est un shōjo manga de Natsumi Itsuki, prépublié entre décembre 1993 et janvier 2003 dans le LaLa et publié en cinq volumes reliés par Hakusensha.
Une adaptation en série d'animation de 11 épisodes produite par le studio Bones est diffusée au Japon entre le 13 avril 2006 et le 22 juin 2006 sur Fuji TV. En France, cet anime est licencié par Dybex depuis 2008 et a fait l'objet d'une diffusion sous forme de 3 DVD.
Placé dans un univers de science-fiction, il raconte l'adaptation d'un jeune garçon exilé sur une planète hostile, le retour à l'état sauvage tout en tâchant de préserver une part de civilisation.

## Synopsis
Thor et Rai, deux jumeaux d'une douzaine d'années, mènent une existence aisée sur la station spatiale Juno quand tout bascule soudain avec le meurtre de leurs parents, d'éminents scientifiques. Ils ont à peine le temps de réaliser ce qu'il s'est passé qu'ils sont à leur tour agressés sans réussir à identifier leurs attaquants, et victimes d'un gaz leur faisant perdre conscience.
À leur réveil, ils découvrent qu'il ne sont plus sur Juno mais sur une planète hostile, Chimera, et ils apprennent rapidement que la loi de la jungle y est la seule applicable...

## Univers

### Le système de Balkan
L'histoire se passe dans le futur, à un moment où la conquête spatiale mérite pleinement son nom : les humains ont envoyé des vaisseaux vers de nombreux systèmes solaires et les ont progressivement colonisés.
Au début de l'anime, en 2436, cela fait quelque 350 ans qu'un vaisseau de colonisation est arrivé dans le système de Balkan. Toutes les planètes de ce système ont été terraformées pour les rendre le plus conformes possibles aux besoins humains, exceptée Chimera, laissée de côté pour servir de planète-prison. Un gouvernement central chargé de gérer le développement de l'ensemble est placé sur Juno, la plus importante station spatiale du système.
Malheureusement, en dépit de tous les efforts investis dans la terraformation et la colonisation, il semblerait que les humains ne parviennent pas à s'adapter à ce nouveau système. Sur les planètes colonisées et les stations, aucun enfant n'a jamais pu naître naturellement (à une exception près), tous ont été conçus par fécondation in vitro à partir des gamètes de leurs parents et incubés artificiellement. Et une fois adolescents, ils doivent tous subir une opération chirurgicale d'extension de vie s'ils veulent espérer survivre au-delà de leur vingtième année.
Même si la population l'ignore, la situation est devenue terriblement grave : l'humanité du système de Balkan pourrait disparaître dans le siècle si aucune intervention ne cherche à l'empêcher. C'est pour cela qu'Odin, le dirigeant de Juno, va mettre en place le plan Midgard avec l'assistance des Klein et du Professeur Loki, considérant qu'une situation désespérée appelle des mesures désespérées. Le seul endroit du système où l'humanité prospère étant Chimera, la tradition du Roi des Bêtes est créée et des recherches utilisant l'ADN de ces êtres exceptionnellement adaptés sont effectuées.

### La planète Chimera
Avant l'arrivée des condamnés humains, les plantes étaient les maîtresses incontestées de la planète. Des plantes géantes, carnivores, et sentientes, déterminées à protéger leur territoire contre les intrus. Plus encore qu'au rythme des saisons, c'est à leur rythme que les humains doivent vivre. 
Durant les 180 rotations consécutives de jour, la végétation est omniprésente, en particulier le Musa, heureusement plutôt inoffensif par rapport au reste pour peu qu'on prenne garde à ses périodes de croissance, mais aussi d'autres plantes bien plus dangereuses comme les Verasona. Durant les 180 rotations consécutives de nuit, les plantes se retranchent dans des crevasses profondes sous terre, mais le danger ne diminue pas notablement pour autant, un hiver très rigoureux régnant alors.
Pour faire face à ces conditions de vie extrêmement périlleuses, les humains de Chimera ont adopté une organisation hiérarchique rigide. Ils se sont répartis en quatre pôles socio-ethniques : le Cercle Blanc regroupe les hommes à la peau pâle, le Cercle Ocre les hommes à la peau mate, le Cercle Nuit les hommes à la peau sombre et le Cercle Soleil les femmes n'ayant pas choisi de s'établir avec un compagnon dans un des autres cercles. (Comme les femmes sont rares sur Chimera, des privilèges leur sont accordés, notamment celui de désigner leurs maris, et elles jouissent globalement d'une plus grande liberté.) Chaque pôle est sous le contrôle d'un chef, le Top, assisté par son Second et son Troisième. En dehors des quatre pôles, les Enfants Sauvages, trop jeunes pour s'intégrer dans un Cercle, survivent comme ils peuvent en s'unissant.
Le seul et unique espoir pour quelqu'un souhaitant échapper à Chimera est de devenir le plus puissant guerrier de la planète et de pouvoir le prouver en réunissant les colliers des quatre Top. Pour pouvoir obtenir le droit de retrouver une existence civilisée, il faut d'abord devenir le Roi des Bêtes. Alors seulement l'accès à l'ascenseur orbital Dagger Pagoda pourra être autorisé. Ou du moins, c'est ce que raconte la tradition orale... alors qu'en réalité, cela permet simplement au gouvernement de Juno de s'approprier le patrimoine génétique d'un individu aux capacités d'adaptation et de survie remarquables.

## Les personnages principaux
- Thor Klein (トール, Tōru?) : il est le héros de l'histoire. Physiquement, il se distingue par des yeux bleu vif et des cheveux argentés, peu courants même dans ce contexte où les traits des enfants peuvent être manipulés génétiquement avant leur naissance pour répondre au désir des parents. Psychologiquement, il se caractérise par une détermination hors du commun et une capacité d'adaptation exceptionnelle. Dès le début, il est résolu à survivre à tout prix et à venger la mort de ses parents. Pour parvenir à son but, il ira jusqu'à devenir Roi des Bêtes, et ne flanchera que passagèrement quand il apprendra finalement la vérité sur sa conception, avant de se fixer rapidement de nouveaux objectifs pour continuer à vivre.

- Rai Klein (ラーイ, Rāi?) : il est le jumeau de Thor. S'il lui est exactement semblable physiquement, leurs caractères sont quasiment opposés. Rai a donc pris l'habitude de se reposer sur Thor, plus audacieux, plus courageux, plus fort. Mais sur Chimera, chacun doit être en mesure d'assurer sa propre protection, et en étant incapable, Rai ne tarde pas à se faire tuer.

- Tiz (ティズ, Tizu?) : elle est le soutien et la conscience morale de Thor. Dès qu'elle a fait sa connaissance, elle a décidé qu'il serait son mari et le père de ses enfants, et elle ne déviera jamais de cet objectif. Mais loin de passer son temps à soupirer après lui, elle l'assiste efficacement, devenant son Second quand Thor obtient le poste de Top du Cercle Ocre, alors qu'elle était auparavant Second du Cercle Soleil. Elle ne cessera jamais de soutenir Thor, même le cœur brisé quand celui-ci tombera amoureux de Karim, et sera récompensée lorsque Thor acceptera finalement d'avoir un enfant avec elle. Elle mourra malheureusement avant, mais Thor ne l'oubliera pas et adoptera une fillette à qui il donnera son nom.

- Le Troisième (サード, Sādo?) : il est celui qui manipule Thor et le pousse vers son destin de Roi des Bêtes. De son vrai nom Heiza Sigurd, il a renoncé à son visage, à son nom et à sa vie au sein de la civilisation dans le seul espoir de réaliser son rêve : voir un jour la Terre de ses propres yeux. Odin lui a promis qu'il aurait une chance de participer au prochain voyage vers la planète-mère s'il s'assurait que Thor remplirait son rôle sur Chimera, et pour cela il est devenu Le Troisième, ne déviant jamais de son rôle jusqu'à la fin, en dépit de l'affection qu'il a pu en venir à éprouver pour Thor. La nouvelle de la destruction de la Terre remet en cause tout ce qu'il a sacrifié, et il s'avère incapable de trouver la volonté de survivre à cette amère déception.

- Zagi (ザギ, Zagi?) : il est l'ami malgré lui de Thor. Lors de l'arrivée des jumeaux sur Chimera, il les sauve d'une dangereuse situation et donne des conseils à Thor pour l'aider à survivre dans ce nouvel environnement. Peu après, il quitte les Enfants Sauvages et prend le contrôle du Cercle Blanc, avant de préparer une guerre pour contrôler la planète entière. Il s'allie à Thor avec des motivations cachées, mais ne cherche jamais à lui nuire directement.

- Karim (カリム, Karimu?) : elle est celle dont Thor tombe amoureux au premier regard. Ce sentiment n'est initialement pas réciproque du tout, car de son côté, elle éprouve du ressentiment envers Thor pour la position que Zagi lui accorde. Elle est le Second du Cercle Blanc, mais a l'impression de ne pas exister aux yeux de son Top, dont elle est pourtant amoureuse. Par la suite, elle finira par tomber amoureuse de Thor également, et songera à porter un enfant pour chacun d'eux. Elle sera tuée par le Troisième se faisant passer pour Zagi avant de pouvoir concrétiser cette pensée d'une quelconque manière.

## Série d'animation

### Résumé des épisodes
| No | Titre français           | Titre japonais | Titre japonais | Date de 1re diffusion |
| No | Titre français           | Kanji          | Rōmaji         | Date de 1re diffusion |
| --- | ------------------------ | -------------- | -------------- | --------------------- |
| 01 | Destinée                 | 運命           | Unmei          | 13 avril 2006         |
| Après avoir découvert le meurtre de leurs parents et avoir été agressés eux-mêmes, Thor et Rai se réveillent sur la planète Chimera. Ils découvrent rapidement que les plantes dominent et qu'il ne faut pas nécessairement attendre d'aide de la part des autres humains, des condamnés envoyés sur cette planète-prison. Ils sont d'ailleurs poursuivis par quelques-uns de ces criminels quand un certain Zagi leur vient en aide. Cependant, Zagi conseille à Thor d'abandonner son frère, qui ne constitue selon lui qu'un poids car trop faible pour survivre longtemps par lui-même... et peu après, dans un moment de doute, Thor voit Rai se faire tuer par une plante carnivore. |                          |                |                |                       |
| 02 | Le Cercle Ocre           | 茶輪           | Charin         | 20 avril 2006         |
| Thor se réveille dans une pièce inconnue, au sein de la cité souterraine du Cercle Ocre, et culpabilise de n'avoir pas pu empêcher la mort de Rai. Cependant, il est plus urgent de s'adapter à son nouvel environnement que de se perdre dans de telles pensées, surtout qu'une nouvelle distraction se présente en la personne de Tiz, qui lui a déclaré inopinément qu'il serait son mari car elle l'a choisi. |                          |                |                |                       |
| 03 | Compagnons               | 仲間           | Nakama         | 27 avril 2006         |
| Ayant appris qu'un vieil homme du nom de Colin habitant près du Cercle Soleil semble détenir de nombreuses informations sur le monde extérieur, Thor décide de lui rendre visite, espérant obtenir des réponses à ses multiples interrogations. En chemin, ils croisent Chen, la Top du Cercle Soleil qui entend bien récupérer Tiz. Thor intervient pour l'en empêcher. |                          |                |                |                       |
| 04 | Défi                     | 挑戦           | Chōsen         | 4 mai 2006            |
| Thor rencontre finalement Colin, accompagné de Tiz et du Troisième. Le vieil homme, qui vient de la même colonie que lui, écoute son récit et lui révèle que c'est très vraisemblablement Odin, le dirigeant de Juno, qui a ordonné la mort de ses parents et l'exil de leurs enfants sur Chimera. Ayant obtenu l'information qu'il cherchait, Thor est sur le point de repartir quand un sniper abat le Troisième, qui heureusement n'est que blessé. Ce que Thor peut regretter quand, une fois de retour dans la cité souterraine, Le Troisième le piège pour qu'il participe à un duel contre le Top du Cercle Ocre... |                          |                |                |                       |
| 05 | Duel                     | 決闘           | Kettō          | 11 mai 2006           |
| Les intentions du Troisième sont décidément troubles, car s'il a forcé Thor à un duel qu'il ne voulait pas et semble le condamner à mourir, il lui offre également une chance de gagner en promettant de fournir son aide au moment opportun. Et ce dangereux plan fonctionne, Thor emporte le duel et devient à son tour Top du Cercle Ocre. |                          |                |                |                       |
| 06 | Le Loup Blanc démoniaque | 白狼鬼         | Buran Rō       | 18 mai 2006           |
| Quelques années se sont écoulées, Thor a désormais seize ans. Les rumeurs disent qu'un certain Loup Blanc a pris la tête du Cercle Blanc et attaqué le Cercle Nuit, le ravageant intégralement. Les intentions de ce mystérieux Top ne sont pas claires, car il ne s'est pas emparé du collier su Top du Cercle Nuit, comme le voudrait la tradition s'il cherchait à devenir Roi des Bêtes. Un survivant confie le collier à Thor. Yuuki, le nouveau Top du Cercle Soleil, convient donc d'un rendez-vous avec Thor pour négocier une alliance contre cette menace. |                          |                |                |                       |
| 07 | Indépendance             | 独立           | Dokuritsu      | 25 mai 2006           |
| Le Loup Blanc n'est autre que Zagi, et Thor décide d'accepter de le rencontrer, accompagné par Tiz. Zagi lui révèle alors son passage sur la colonie pénitentiaire d'Hécate, les expériences qu'il a vu y être menées, et surtout, les conteneurs qu'il y a découverts, dans lesquels se trouvaient tous les précédents Rois des Bêtes cryogénisés. La légende n'est qu'un leurre, aucun Roi des Bêtes n'a jamais obtenu le droit de retourner sur Juno. Après cette explication, Zagi propose une alliance à Thor, lui demandant de devenir la figure de l'indépendance de Chimera. |                          |                |                |                       |
| 08 | Profondeurs              | 深層           | Shinsō         | 1er juin 2006         |
| Karim, le Second de Zagi, est bouleversée que celui-ci ait choisi un nouveau partenaire. Elle s'enfuit dans la tempête de neige. Thor, qui se sent attiré par elle, se lance à sa poursuite. Ils se retrouvent tous les deux coincés dans une crevasse. Karim commence par attaquer Thor, lui en voulant de retenir l'attention de Zagi, mais elle se laisse peu à peu toucher par le refus du jeune homme à répondre à ses attaques et par se détermination à les sortir tous les deux de ce piège de glace. Entre-temps, le Troisième s'inquiète de l'absence de Thor et de Tiz, et part à leur recherche. |                          |                |                |                       |
| 09 | Le Roi des Bêtes         | 獣王           | Jūō            | 8 juin 2006           |
| Thor et Zagi se préparent à partir pour Hécate pour mener à bien leur plan, Thor ignorant qu'il n'est qu'un pion pour son partenaire. Seulement, cette nouvelle alliance n'est pas du goût de quelqu'un, qui tient à ce qu'un nouveau Roi des Bêtes émerge… Karim est assassinée, et Thor, persuadé que Zagi est le meurtrier, vainc celui-ci en duel, devenant ainsi Roi des Bêtes. Avant de perdre conscience, Zagi déclare ne pas être responsable de la mort de Karim, et prévient Thor de prendre garde au réel coupable, qu'il ne peut toutefois nommer. Chen promet de soigner Zagi, et Thor s'apprête à partir pour Dagger Pagoda avec Tiz et le Troisième pour découvrir le fin mot de l'histoire. |                          |                |                |                       |
| 10 | Cauchemar                | 悪夢           | Akumu          | 15 juin 2006          |
| En tant que nouveau Roi des Bêtes, Thor est autorisé à accéder à Dagger Pagoda avec ses compagnons. Des soldats les escortent jusqu'au port spatial, où c'est Odin en personne qui accueille Thor. Il explique alors les réelles raison de l'exil de Thor sur Chimera : le garçon a été créé génétiquement, il est l'aboutissement de recherches menées depuis plus d'un siècle pour adapter l'être humain à la vie sur Chimera. Ces recherches sont le dernier espoir de survie des hommes du système de Balkan, leur race se meurt à petit feu… L'exil n'était qu'un test final. Et Le Troisième un membre de l'armée chargé de surveiller et de s'assurer que tout se passait comme programmé, responsable de la mort de Karim. Abattu par ces nouvelles, Thor est réconforté par Tiz et se reprend face à une nouvelle menace : Odin, décidé à voir les hommes repeupler le système de son vivant, vient de lancer un processus ayant le malheureux effet secondaire de détruire la majeure partie de la vie sur Chimera, humains compris.                                                 |                          |                |                |                       |
| 11 | Espoir                   | 希望           | Kibō           | 22 juin 2006          |
| Tandis que Tiz est retournée sur Chimera pour alerter la population comme le lui a demandé Thor, celui-ci se rend sur Hécate avec Le Troisième et quelques autres pour arrêter le processus enclenché par Odin. Ils doivent faire face à des plantes carnivores et à d'anciens Rois des Bêtes tirés de leur léthargie pour les empêcher d'atteindre l'ordinateur central, mais réussissent à passer ces obstacles. Cependant, leur passage leur apprend également combien la survie de l'humanité dans ce système est cruciale : la Terre a été détruite 130 ans auparavant. Le Troisième est anéanti par cette nouvelle, il avait tout sacrifié dans l'espoir d'obtenir l'autorisation de se rendre sur la planète-mère. Il aide donc Thor à détruire l'ordinateur, mais n'a plus suffisamment goût à vivre pour s'échapper vivant d'Hécate. Pendant ce temps, sur Chimera, Tiz meurt également, se jetant devant une balle tirée sur Zagi par un rescapé du Cercle Nuit. Bien qu'affecté par ces pertes, Thor choisit de continuer à vivre sur Chimera, acceptant désormais cette existence. |                          |                |                |                       |

### Informations techniques

#### Réalisation
- Auteur : Natsumi Itsuki
  - Studio d'animation : Bones
  - Producteur : Masahiko Minami
  - Réalisation : Hiroshi Nishikiori
  - Scénariste : Reiko Yoshida
- Animation-clé : Anime R
  - Chara-design : Koji Aisaka
  - Art-design : Iho Narita
  - Color-design : Reiko Iwazawa
  - Directeur de la photographie : Youichi Oogami
- Musique : Hajime Mizoguchi
  - Effets sonores : Shizuo Kurahashi
  - Directeur du son : Masafumi Mima
  - Producteur musical : Hiroaki Sano
  - Studio d'enregistrement : Studio Aoi
- Diffuseur : Fuji TV

#### Doublage
|               | Japonais           | Français     |
| ------------- | ------------------ | ------------ |
| Thor (enfant) | Minami Takayama    | (non doublé) |
| Rai           | Minami Takayama    | (non doublé) |
| Thor (adulte) | Kōichi Dōmoto      | (non doublé) |
| Third         | Shun Oguri         | (non doublé) |
| Tiz           | Nana Mizuki        | (non doublé) |
| Zagi          | Kazuya Nakai       | (non doublé) |
| Karim         | Romi Paku          | (non doublé) |
| Chen          | Rica Fukami        | (non doublé) |
| Kevin         | Kiyotaka Furushima | (non doublé) |

#### Licences
- Licencié par OVA Films en Allemagne.
- Licencié par FUNimation aux États-Unis.
- Licencié par Dybex en France.

#### Bande originale
Deux single reprenant les génériques sont sortis :
- Deep in your Heart, par Kōichi Dōmoto, le générique de début d'épisode ;
- Te wo Tsunaide (手をつないで), par Younha, le générique de fin d'épisode.

Un CD reprenant la musique de fond a également été commercialisé, Jyu Oh Sei Original Soundtrack. Il comporte les pistes suivantes :
1. Grab the All
2. Who I am (thème principal)
3. Bite a Sneaker
4. White OUT
5. Gone in the Wind
6. Floating Soul
7. View Crystal
8. Maybe a Lion
9. Love's a Cradle
10. Catch the Wave
11. Sand at my Feet
12. Cry Craven
13. Mother of Hug
14. Labyrinth
15. Deadlock
16. Wind in the Air

## Réception de l'œuvre
Les cinq volumes du manga se sont vendus à plus de 900 000 volumes au Japon.